# Швейцарский стиль (дизайн)

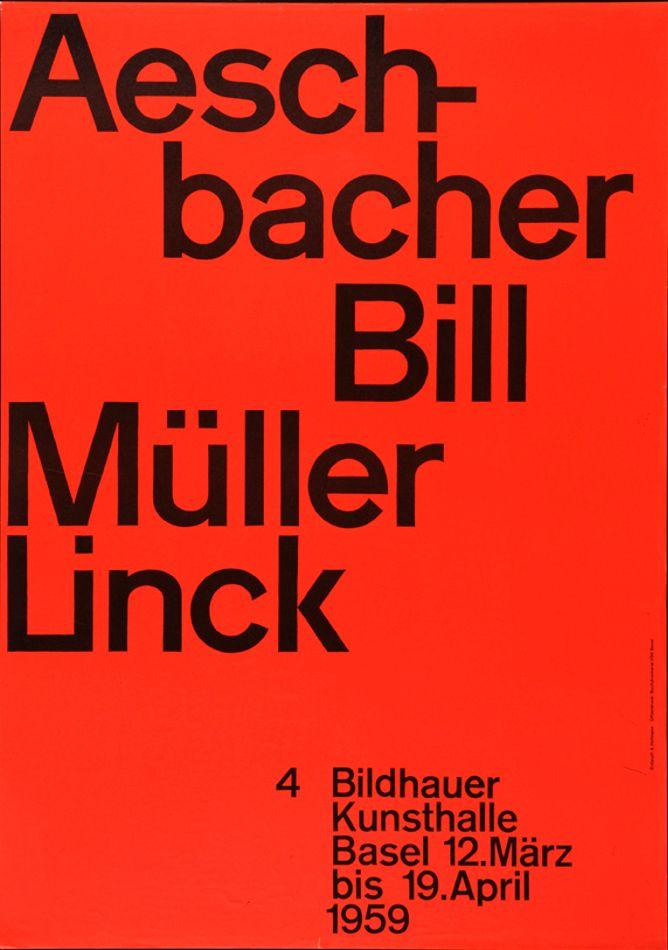
Армин Хофманн, Плакат для Кунстхалле Базеля, 1959 г.

Эта статья о «Швейцарском стиле» в графическом дизайне. Об архитектуре см. Швейцарский стиль шале.
Швейцарский стиль (также Swiss style, Швейцарская школа, Швейцарский дизайн) — направление в графическом дизайне, сформировавшееся в 1950-е — 1960-е годы под влиянием таких явлений как Интернациональный типографический стиль, русский Конструктивизм, традиция школы Баухаус, Интернациональный стиль и классический модернизм. Швейцарский стиль связывают с деятельностью швейцарских графиков, тем не менее, принципы Швейцарского стиля получили распространение в разных странах, поэтому «Швейцарский стиль» также называют «Интернациональным стилем».

## Термин

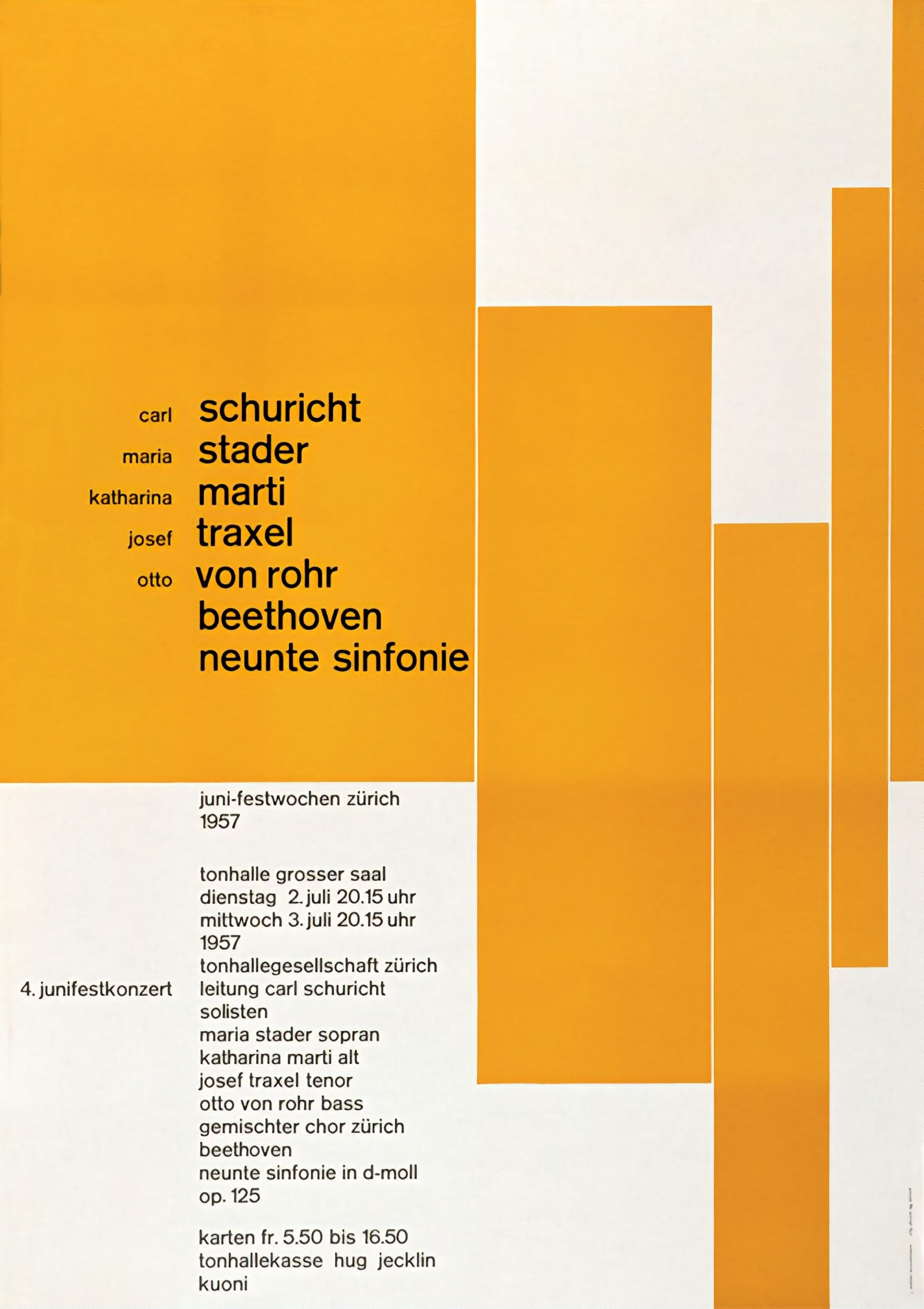
Йозеф Мюллер-Брокман, 1957 г.

Существует сложность, связанная с определением границ термина «Швейцарский стиль». Из-за широкого распространения Швейцарского стиля в разных странах его также часто называют «Интернациональным стилем». Иногда это понятие путают с термином Интернациональный стиль, который обозначает архитектурную систему 1920-х — 1960-х и который, в свою очередь, связывают с развитием архитектурного модернизма в интернациональном пространстве (Европе, Азии, России, Америке и т. д.). Термин Швейцарский стиль также иногда полностью идентифицируют с понятием «Интернациональный типографический стиль». Это неверно. Швейцарская школа, являясь продолжением Интернационального типографического стиля, представляет собой автономное явление. Швейцарский стиль — это самостоятельная система, связанная с формированием графического стиля 1950-х — 1960-х годов.

## Общая характеристика
Швейцарский стиль связан с формированием новых принципов графического дизайна. Они были созданы на основе графических концепций, обозначенных школой Баухаус, русским конструктивизмом и Интернациональным типографическим стилем. К базовым принципам Швейцарского стиля можно отнести минималистическую графику, использование системы модульной сетки, асимметричной верстки и шрифтов без засечек. Швейцарский стиль рассматривают основой современного графического дизайна. В частности, полагают, что многие элементы компьютерного дизайна (в частности — Flat Design) сформировались под воздействием Швейцарского стиля. Швейцарский стиль связывают с развитием актуальных форм и графической основы корпоративной айдентики.

## Швейцарский стиль и его источники

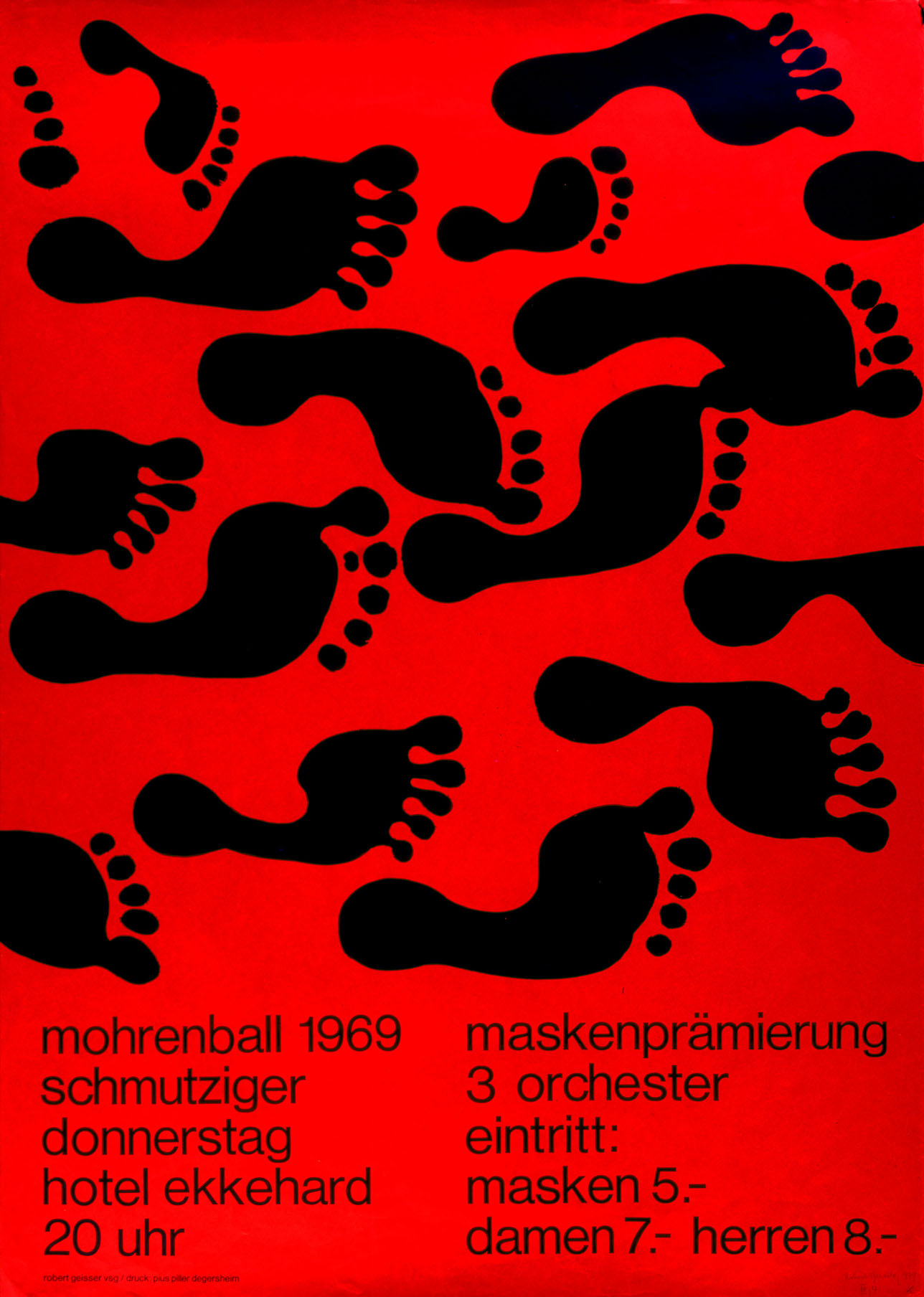
Роберт Гайссер. Плакат. 1969 г.

Развитие Швейцарского стиля связывают с формированием новых принципов в графическом дизайне и соотносят с целым рядом прототипов, в частности, таких как De Stijl, русский конструктивизм, школа Баухаус, Интернациональный типографический стиль и т. д. Принципиальное влияние на развитие Швейцарской школы оказал Эрнст Келлер. Начав в 1918 году преподавать в Школе прикладных наук в Цюрихе, он обозначил основные принципы будущей Швейцарской школы, а также способствовал формированию целое поколение дизайнеров-графиков. Воспитанные Келлером мастера составили основу Швейцарской школы графического дизайна. Одним из учеников Келлера был Йозеф Мюллер-Брокман, усовершенствовавший систему модульной сетки и сделавший его основой как Швейцарского стиля, так и современного графического дизайна.

#### Движение искусств и ремесел
Идея реформы прикладной графики была обозначена в рамках Движения искусств и ремесел. Прикладные искусства в целом и прикладная графика в частности были представлены как важнейшие элементы художественной системы. Швейцарская школа не использовала (или практически не использовала) стилистические элементы Движения искусств и ремесел. Тем не менее, идею новой графики, положенную сначала в основу Интернационального типографического стиля, а затем — Швейцарского стиля связывают с Движением искусств и ремесел.

#### Веркбунды: Германия и Швейцария
Основанный в 1907 году Немецкий Веркбунд был ориентирован на развитие промышленного искусства и ремесла. В 1913 году по инициативе Анри Ван де Вельде был основан Швейцарский Веркбунд, целью которого было распространение идей нового искусства и ремесла в Швейцарии. Промышленная основа и ориентация на функциональные прикладные формы, предложенная Немецким и Швейцарским Веркбундами, оказали влияние на формирование функциональной концепции Швейцарского стиля.

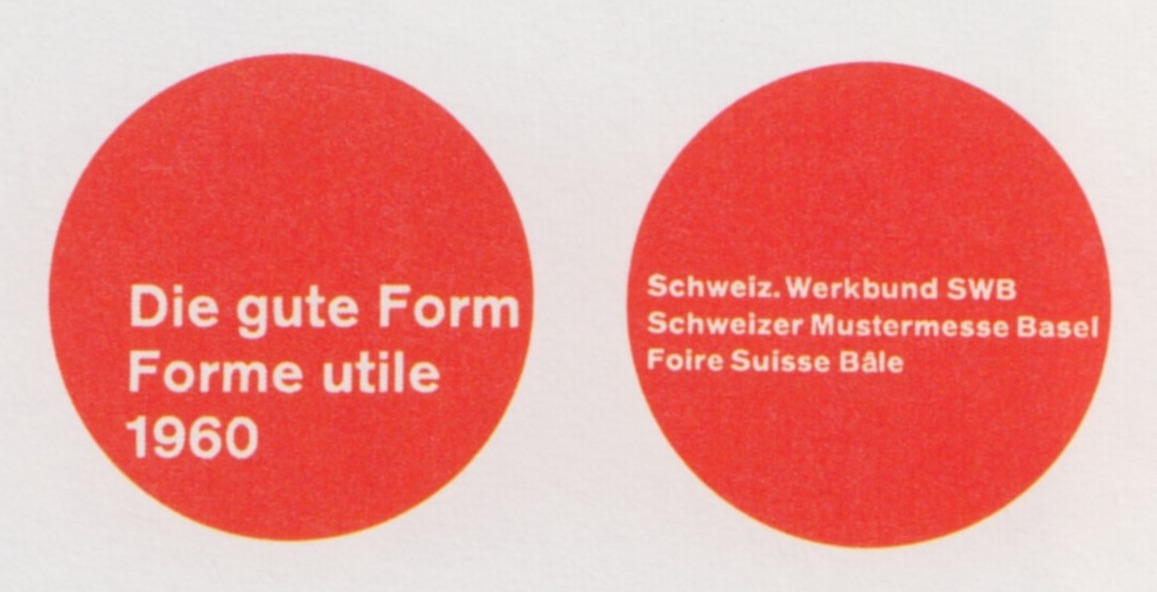
Эмиль Рудер. Выставка «Хорошая форма» 1956 г..

#### Реформа художественного образования
Развитие Швейцарской школы связывают не только с развитием промышленных идей, но и с реформой художественного образования в Швейцарии. Эти изменения затронули учебные программы школ в Цюрихе и Базеле (Базельской школы дизайна). Преобразования в этой области связывают с именем Юлиуса де Претере — бельгийского художника и графика, который в 1906 году был назначен новым ректором Школы прикладных искусств в Цюрихе. Реформы де Претере и изменения, внесенные им курс в 1908 году, реорганизовали образование в области дизайна. Новое художественное образование в меньшей степени ориентировалось на классические формы искусства и в большей степени опиралось на возможности промышленного дизайна.

#### Эрнст Келлер

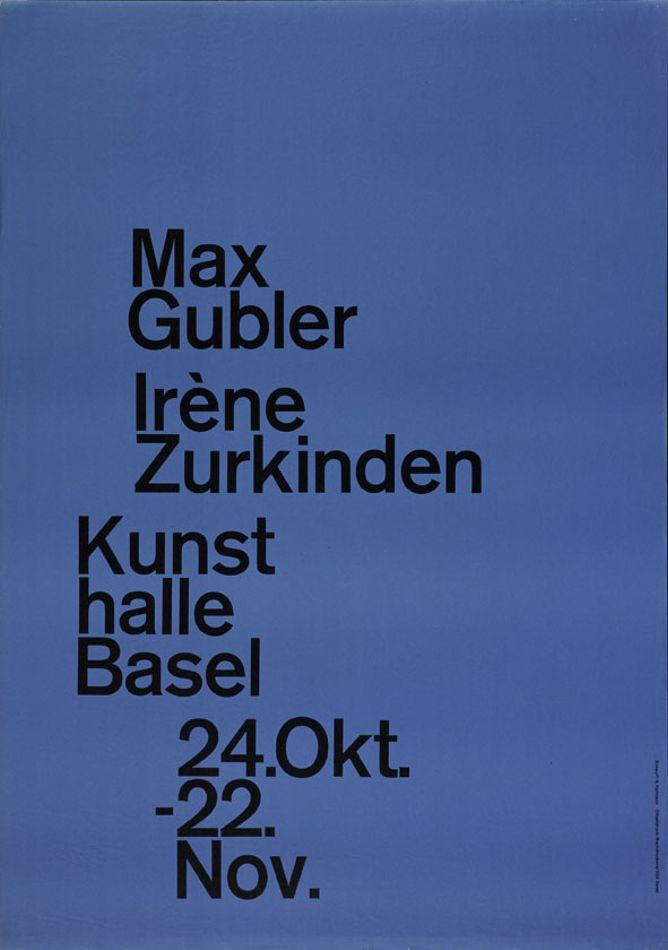
Армин Хофман. Постер для Кунстхалле Базеля, 1959.

В 1918 году в Школе прикладных искусств в Цюрихе начал преподавать Эрнст Келлер (Сама школа основана в 1878 году). Келлер разработал курс графического дизайна и типографики. Келлер в своих работах использовал простые геометрические формы, интенсивные цвета, опираясь на простые в своей основе графические решения. Эти приемы впоследствии будут использовать мастера Швейцарской школы. Келлер сформировал многие будущие принципы Швейцарского дизайна.

#### Конструктивизм, De Stijl, Баухаус
Течения нового искусства — такие как Конструктивизм, De Stijl, Баухаус обозначили будущую визуальную программу Швейцарского стиля. Графические элементы, сформированные в рамках русского Конструктивизма, движения De Stijl и художественной традиции Баухауса составили основу Швейцарского стиля.

#### Интернациональный типографический стиль
Важной основой будущего Швейцарского стиля стало развитие Интернационального типографического стиля в 1920-е — 1930-е годы. В 1928 году была издана книга «Новая типографика», написанная немецким дизайнером и графиком Яном Чихольдом. «Новая типографика» обозначила основные принципы Интернационального типографического стиля, приемы, идеология и принципы которого были положены в основу Швейцарского стиля.

## Особенности стиля

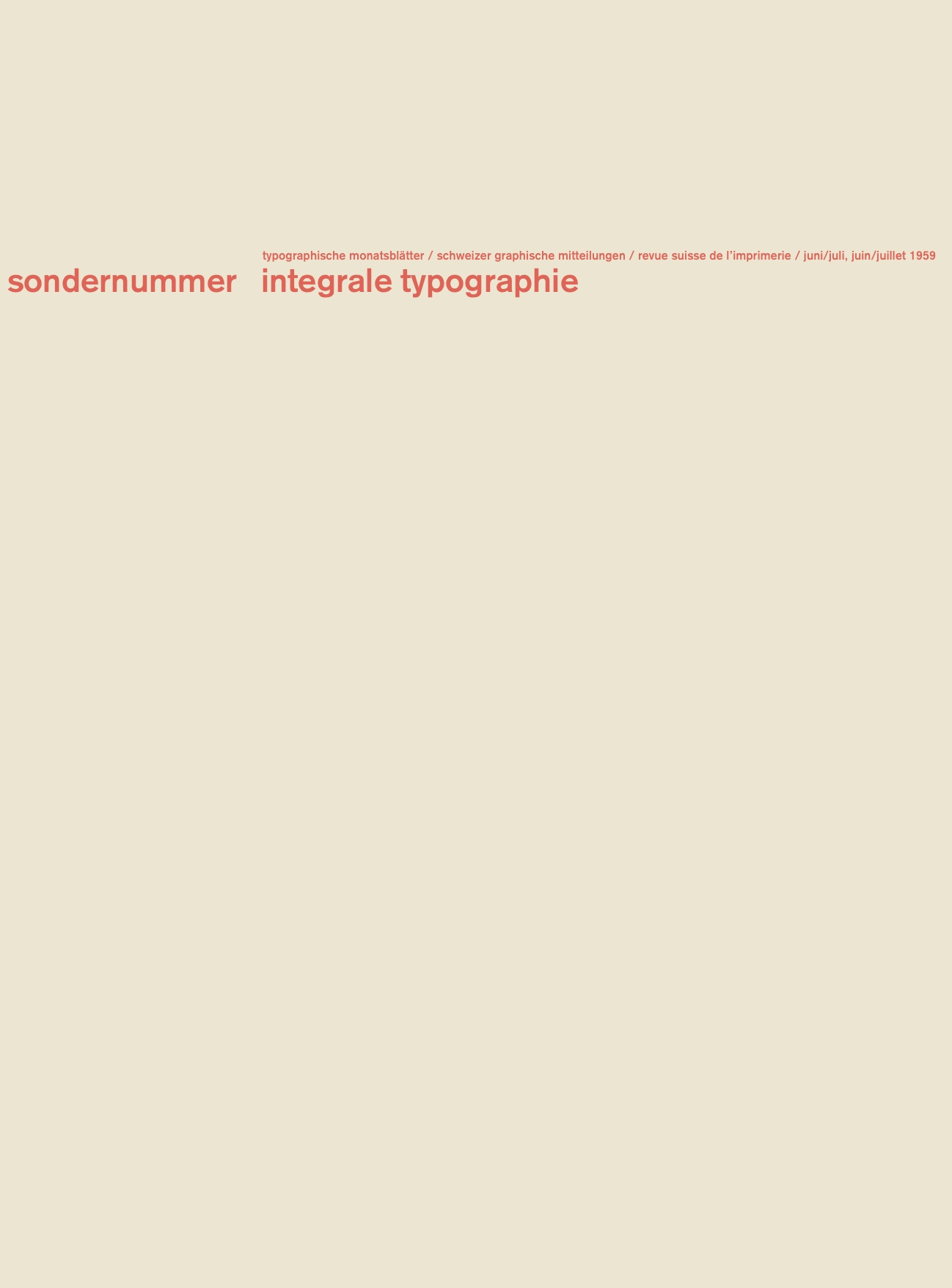
Эмиль Рудер. Обложка журнала Typographische Monatsblätter, 1959, № 6.

Многие принципы, получившие развитие в рамках Швейцарского стиля были обозначены в рамках Интернационального типографического стиля. Швейцарская графика использовала эти принципы в качестве базовой платформы, но переработала их, создав на их основе новый упорядоченный стиль. Принципы Интернационального типографического стиля были усовершенствованы в рамках Швейцарского дизайна. К этим базовым принципам относятся такие приемы как использование модульных сеток, ассиметричная верстка, выбор в пользу простых шрифтов без засечек, выравнивание по левому краю и появление пустого пространства на странице.

#### Использование модульной сетки

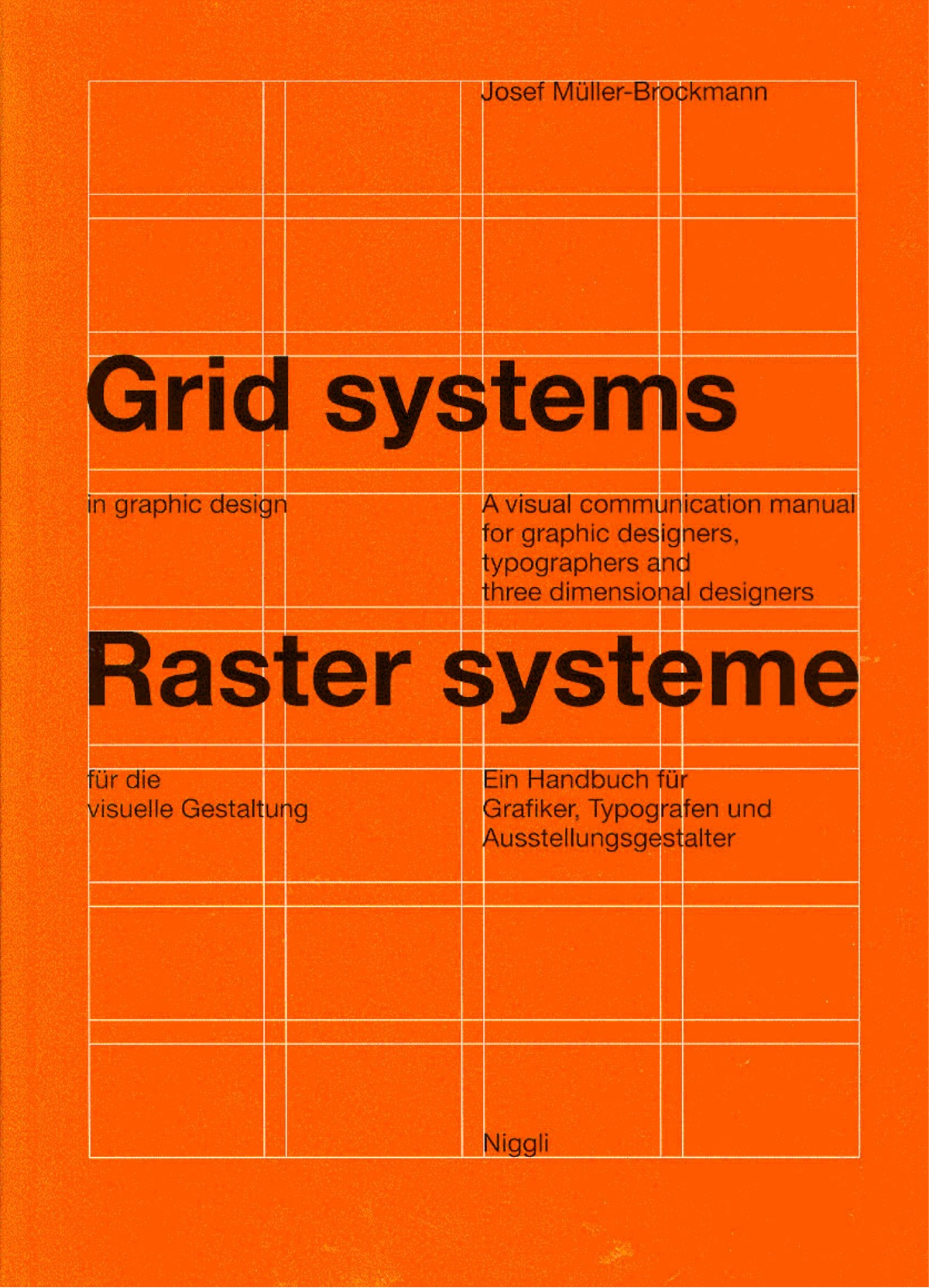
Йозеф Мюллер-Брокман. Обложка книги «„Модульная система в графическом дизайне“», 1981 г.

Идея модульной сетки возникла в начале XX века и была скорректирована в рамках Интернационального типографического стиля в 1920-е — 1930-е годы. Классическое понимание модульной системы было сформулировано в работах Йозефа Мюллер-Брокманна — прежде всего, в книге «Модульная система в графическом дизайне». Усовершенствованная швейцарскими дизайнерами модульная сетка считается основой Швейцарского стиля и ключевым элементом современного графического дизайна.

#### Простые шрифты
Узнаваемым признаком Швейцарского стиля стало использование простых шрифтов — то есть, шрифтов без засечек. Простые шрифты использовались как минималистический компонент и формировали альтернативу старой антикве, распространенной в полиграфии XIX века. Простые шрифты позволяли сформировать новый стиль, который считался не только практичным, но и современным. Одной из наиболее известных гарнитур стала Гельветика, разработанная в 1957 году швейцарским типографом Максом Мидингером при участии Эдуарда Хоффмана. Использование простых шрифтов стало отличительной особенностью Швейцарской школы и маркером нового дизайна.

#### Асимметричное расположение элементов
Ассиметричная верстка была унаследована Швейцарской школой от традиции Интернационального типографического стиля. Возникшая а 1920-е годы, традиция ассиметричной компоновки текста стала основополагающей в Швейцарском графическом дизайне. Швейцарская школа сделала асимметрию основой графического стиля, усовершенствовав приемы асимметричной верстки и создав ее устойчивый стандарт.

#### Использование свободного пространства
Использование пустого пространства — еще один прием, унаследованный Швейцарской школой в традиции Интернационального типографического стиля. Свободное пространство позволяло поддержать баланс страницы. Использование пустого пространства в традиции Швейцарской школы стало основой современного графического минимализма.

#### Выравнивание по левому краю
Выравнивание по левому краю — один из центральных приёмов Швейцарской школы. Этот приём использовался в рамках Интернационального типографического стиля, а также в графических системах русского конструктивизма и традиции Баухаус. В системе Швейцарской школы этот приём стал основополагающим, практически вытеснив другие принципы верстки.

## Основные этапы

#### Первая половина XX века: Эрнст Келлер и система образования
Развитие Швейцарской школы и Швейцарского стиля было напрямую связано с развитием системы художественного образования в Швейцарии. Швейцарский дизайн развивался в рамках образовательных институций. Этот этап развития Швейцарского стиля связывают с именем Эрнста Келлера, который с 1918 года преподавал в Школе прикладных искусств в Цюрихе. Келлером были сформированы основные принципы Швейцарской школы. Позднее эти принципы будут использованы его учениками — в частности — Йозефом Мюллер-Брокманом. Деятельность Эрнста Келлера считают ранним этапом формирования и развития Швейцарской школы.

#### Работа со шрифтами: 1950-е годы
В 1950-е годы произошла дистилляция элементов Швейцарского стиля. Основой формирования новой классической системы стало создание новых шрифтов — прежде всего, простых гарнитур без засечек. Этот процесс был поддержан Максом Мидингером и его коллегой Эдуардом Хоффманом. В частности, был разработан шрифт «Нойе Хаас Гротеск», который позже был переименован в «Гельветику» — «Швейцарский шрифт» (Гельвеция — одно из названий Швейцарии). «Гельветика» была создана как чистый шрифт, который также можно применять к длинным отрезкам текста.

#### Классический период: 1950-е — 1960-е годы

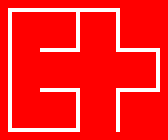
Армин Хофманн. Expo 64.

Период 1950-х — 1960-х годов принято считать классическим периодом в истории Швейцарского стиля. С этим периодом связана деятельность основных мастеров Швейцарской школы — таких как Армин Хофманн, Йозеф Мюллер-Брокман, Эмиль Рудер. В этот период концепция Швейцарского стиля формируется как установленная каноническая система. С этим периодом связано формирование основных текстов и теоретических программ Швейцарской школы — создаются теоретические труды Армина Хофманна, Эмиля Рудера и Йозефа Мюллер-Брокмана.
В этот период издаются журналы, которые поддержали распространение и признание Швейцарского стиля. С 1946 года одним из инструментов распространения модернизма и Швейцарского стиля становится журнал Typografische Monatsblätter.
С 1958 по 1965 выходит журнал Neue Grafik, определивший принципы, основу и характер Швейцарского стиля. Его редакторами выступили влиятельные дизайнеры, сыгравшие ключевую роль в развитии Швейцарского стиля. Графика журнала была построена на последовательном использовании элементов Швейцарской школы. Neue Grafik способствовал распространению нового стиля за пределами Швейцарии. Один из редакторов, Йозеф Мюллер-Брокман, «стремился к абсолютной и универсальной форме графического выражения через объективное представление, общаясь с аудиторией без вмешательств субъективных чувств дизайнера или пропагандистских приемов убеждения»

#### Национальные школы и корпоративный стиль: 1970-е годы

Карл Герстнер. Логотип Swissair, 1978 г.

Принято считать, что универсальный характер Швейцарской графики оказал принципиальное влияние на формирование корпоративной айдентики. Швейцарский стиль был положен в основу стиля больших корпораций. После Второй мировой войны, Швейцарский стиль использовался крупными корпорациями и официальными учреждениями в США.
Большие корпорации использовали Швейцарский стиль как основу, ориентируясь на его простоту и интуитивную понятность в разных культурах. Интернациональный типографический стиль получил заметное распространение в США (прежде всего, как стиль больших корпораций), а также был положен в основу Японской школы графического дизайна, где Интернациональный типографический стиль был использован как универсальный коммуникационный инструмент.

## Значение и влияние
Швейцарский стиль считается одним из наиболее масштабных явлений в графическом дизайне. Фактически, Швейцарская школа определила основные принципы и облик современной графической системы. Швейцарский стиль был использован как основной инструмент при формировании принципов корпоративной айдентики в разных областях. Также Швейцарский стиль способствовал развитию и распространения минимализма как массовой художественной доктрины. Считается, что именно Швейцарский стиль был положен в основу системы современного компьютерного дизайна, в частности — Flat Design.